# Ольшевська Ніна Антонівна
Ні́на Анто́нівна Ольше́вська (31 липня (13 серпня) 1908, Владимир — 25 березня 1991, Москва
) — російська театральна акторка та режисерка.
Мати акторів Олексія Баталова й Бориса Ардова та письменника Михайла Ардова.

## Біографія
Батько — ветеринар Антон Олександрович Ольшевський (в період культу особи був арештований, помер у володимирській в'язниці), мати — дантистка Ніна Василівна, до шлюбу Нарбекова (відсиділа 10 років як ЧСЗБ). Батьки тата — вихідці з Польщі, які втекли до Росії, щоб повінчатися: уроджена графиня Понятовська хотіла взяти шлюб з юнаком, хоч і дворянської, але небагатої сім'ї, батьки були проти. У Росії молодята поселилися в місті Владимир. Там народився син Антон, а 31 липня (13 серпня) 1908 року — донька Ніна.
Батьки Ніни, одружившись, ніколи не зачиняли двері свого будинку, що стояв у центрі Владимира, аби в будь-який час до них могли звернутися за лікарською допомогою (батько, попри те, що за освітою був ветеринаром, займався і лікуванням людей, починав навчатися саме на лікаря). Хрещеним батьком при хрещенні Ніни був Михайло Фрунзе, товариш її матері, відомий у майбутньому революціонер, громадський діяч та воєначальник.
У Ніни Ольшевської досить рано пробудився інтерес до театрального мистецтва. Її приятель, Павло Геннадійович Козлов, згадував, як зовсім юна Ніна займалася мелодекламацією, а він для неї акомпанував на фортепіано.
У 17 років вона приїхала до Москви й вступила до студії при Художньому театрі. А педагогом, який став керувати їх курсом, був сам Станіславський.
Приблизно через рік після переселення до Москви Ніна Ольшевська одружилася з актором Художнього театру Володимиром Баталовим. 1928 року народила сина Олексія.
Після закінчення студії її прийняли до трупи, що було величезним успіхом. Пропрацювавши в Художньому театрі кілька років, пішла звідти, оскільки там ролей їй не давали й використовували її лише в масових сценах і, у виняткових випадках, вкрай рідко діставалися епізодичні ролі. Брала участь у гастрольній поїздці разом з іншими молодими артистами й там познайомилася з Віктором Ардовим, своїм другим чоловіком. Через кілька років їй набридло «животіння» в трупі Художнього, і вона перейшла до щойно створеного Театру Червоної Армії, але зв'язок зі МХАТом зберегла на все подальше життя. У Театрі Червоної Армії «справи її пішли дещо краще, їй надавали деякі ролі, але в прем'єрки вона так і не вибилася».
Під час німецько-радянської війни евакуювалася разом із дітьми, працювала в Бугульминському російському театрі.
Великим горем для акторки стала смерть її сина Євгена, який прожив лише кілька тижнів.
Після війни повернулася до Театру Червоної Армії, але справи там йшли не дуже вдало, хоч вона й була досить здібною режисеркою і особливо педагогинею. Маючи безсумнівний, як зазначає Михайло Ардов, дар декламації, вона практично ніколи публічно не виступала, проте навчала цього мистецтва інших. Ніна Ольшевська входила до найближчого оточення А. А. Ахматової. У квартирі Ардових на вул. Велика Ординка Ахматова жила під час приїзду до Москви та вважала її своїм «московським будинком». Ахматова підписала Ольшевській свій збірник «Біг часу»:
|  | Моїй Ніні, котра все про мене знає, з любов'ю Ахматова. 1 березня 1966 р. Москва. |

Ніна Ольшевська померла на 83 році життя 25 березня 1991 року, похована в Москві, на Преображенському цвинтарі.

## Фільмографія
- 1930 — Людина залишилася сама — Маруся Старостина
- 1935 — Я повернуся — Бібі-гюль
- 1936 — Безприданниця — сестра Лариси (відсутня в титрах)

## Режисерські роботи
- 1959 — Сергійко з Малої Бронної (у співавторстві, співавтором виступив Леонід Чорток); Театр Червоної Армії